# Jane Anderson
Jane Anderson (6. siječnja 1888. – 5. svibnja 1972.) bila je američka radio komentatorica koja je optužena da je vršila nacističku propagandu tijekom Drugog svjetskog rata. Optužbe su odbačene nakon završetka rata zbog nedostatka dokaza i političke volje za kaznenim progonom.

## Biografija
Rođena je kao Foster Anderson. Njezin otac, Robert M. Anderson bio je blizak prijatelj Buffalo Billa. Njezina majka, Ellen Anderson bila je iz bogate i poznate obitelji Atlanta.
Pohađala je koledž u saveznoj državi Georgia te je s istog izbačena 1904. godine. Nakon toga pogađa žensku školu Kidd-Key u Dallasu te se 1909. godine seli u New York. U New Yorku živi do 1915. godine. 1910. godine udala se za kompozitora Deemsa Taylora te se razvela osam godina kasnije. Dok je živjela u New Yorku postala je uspješna spisateljica kratkih priča koje su objavljivane u državnim časopisima u razdoblju između 1910. i 1913. godine.
Nakon toga putuje u Europu i piše članke i reportaže za londonski Daily Mail. 1916. godine je kao ratna reporterka posjetila britanske vojnike u Francuskoj.
U listopadu 1934. godine udala se za španjolskog plemića Eduarda Alvareza de Cienfuegosa. Seli se u Španjolsku gdje živi s mužem. Nakon dvije godine izbija Španjolski građanski rat te Jane redovno izvještava o stanju u državi londonskom časopisu Daily Mail (reportaže je pisala s kuta gledišta falangista). 13. rujna 1936. godine uhićena je od strane republikanaca pod sumnjama da je fašistički špijun. Zlostavljana je i osuđena na smrt, ali je mjesec dan kasnije puštena zbog političkog pritiska SAD-a, odnosno američkog državnog tajnika Hulla. Ovi događaji bitno su obilježili njen život te su se njena uvjerenja promijenila u krajnje desničarska. 
Vratila se u Španjolsku 1938. godine kako bi radila u ministarstvu propagande pod diktaturom Francovog režima. Pozornost je tijekom Drugog svjetskog rata dobila od njemačke radio postaje Reichs-Rundfunk-Gesellschaft koja joj je ponudila voditeljsko mjesto.
U Berlinu započinje raditi u travnju 1941. godine, a 11. prosinca iste godine, nakon što je SAD objavio rat Reichu odlučuje ostati u Njemačkoj. Do ožujka 1942. godine komentira, odnosno vodi nacističku propagandu za njemački radio unutar američke zone te dobiva kodno ime The Georgia Peach. U svojim je emisijama često hvalila politiku Adolfa Hitlera te je za američku vladu govorila kako je prožeta komunističkim političarima.

## Život nakon rata
Uhićena je u Austriji početkom travnja 1947. godine i odvedena u američki vojni pritvor. Američki sud sudio joj je u odsutnosti te je 27. listopada 1947. godine dobio oslobađajuću presudu zbog manjka dokaza. 
U zapisima američkih sudova stoji izjava kako je istina da je Jane mogla biti klasificirana kao politička komentatorica, iako vrlo neučinkovita, ali je očito svjesno zaustavila vlastite emisije kratko iza američkog ulaska u rat te zbog toga nemamo nikakve koristi od toga da razvijamo daljnji slučaj protiv nje..
Puštena je iz pritvore početkom prosinca 1947. godine. Početkom 1960-ih godina seli se u Caceres gdje drži privatne instrukcije engleskog i njemačkog jezika. Nakon što joj je muž preminuo seli se u Madrid gdje je 1972. godine i umrla.